# Chrysochraontini
A Chrysochraontini az egyenesszárnyúak (Orthoptera) rendjébe sorolt sáskafélék (Acrididae) Gomphocerinae alcsaládjának egyik nemzetsége kilenc nemmel.

## Magyarországon honos fajok
- Chrysochraon nem:
  - aranyos rétisáska (Chrysochraon dispar)
- Euthystira nem:
  - smaragdzöld sáska (smaragdzöld rétisáska, kis aranysáska, Euthystira brachyptera)